# G. W. Bridge (personaje)
George Washington "G. W." Bridge es un personaje ficticio que aparece en los cómics estadounidenses publicados por Marvel Comics. Es un exmercenario y agente de alto rango de S.H.I.E.L.D..

## Historial de publicaciones
G.W. Bridge apareció por primera vez en Fuerza-X (vol. 1) y fue creado por Fabian Nicieza y Rob Liefeld.

## Biografía del personaje ficticio
Poco se sabe sobre la temprana juventud de George Washington Bridge. Prefiere llamarse a sí mismo "G.W." para evitar bromas sobre el actual Puente George Washington. Un G.W. de diecisiete años sirvió en la Guerra de Vietnam
 antes de usar sus habilidades militares para convertirse en un mercenario altamente calificado y una parte del Grupo Salvaje, un grupo de mercenarios reunidos por Cable. Otros miembros incluyeron a Theodore Winchester (Grizzly), Dominó, Garrison Kane y Eugene Eisenhower "Ike" Canty (Hammer). En una misión, Bridge y los demás experimentaron la teletransportación tecnología de Cable, una sorpresa beneficiosa pero impactante. Después de varias misiones exitosas, Wild Pack fue contratado por el Sr. Tolliver, un traficante de armas, con la condición de que cambiaran su nombre; agentes de Silver Sable les habían hecho saber que se había tomado el nombre de "Grupo Salvaje". El equipo se renombró Seis Pack y se fue a la misión. La misión resultó ser desastrosa, ya que se encontraron con Stryfe, el archienemigo de Cable. Cable disparó a Hammer para evitar que rindiera inteligencia vital. Luego, Cable se fue usando tecnología futurista que no pudo transportar a los otros miembros del equipo. Este acto convenció a Seis Pack de que Cable los abandonó a propósito. En la destrucción que siguió, Kane perdió sus dos brazos. Bridge, Domino y Grizzly lograron escapar. Kane y Hammer sobrevivieron, pero resultaron gravemente heridos. Hammer usaría una silla de ruedas por el resto de su vida, mientras que Kane recibiría reemplazos cibernéticos por los brazos que perdió.

### Unión en S.H.I.E.L.D.
G.W. Bridge se unió a S.H.I.E.L.D. y se abrió camino hasta Comandante. Cuando Cable se unió a los Nuevos Mutantes y los convirtió en Fuerza-X, S.H.I.E.L.D. le pidió a Bridge que investigara al equipo. A pesar del rencor que Bridge llevaba contra Cable, todavía sentía que le debía una advertencia a Cable, pero fue ignorado. Trabajando con el departamento canadiense K, Bridge formó Arma P.R.I.M.A., un grupo de súper seres que todos guardaban rencor contra Cable. Arma P.R.I.M.A. incluyó a Garrison Kane, ahora conocido como Arma X, Grizzly, Rictor, Yeti (originalmente identificado como Wendigo) y Tygerstryke. Atacaron a Fuerza-X, pero descubrieron que Cable acababa de abandonar el equipo. No dispuesto a luchar contra sus antiguos compañeros de equipo, Rictor se unió a la X-Force; y el resto del equipo pronto se vino abajo.
Mientras aún se recuperaba de la batalla Arma P.R.I.M.A., Bridge viajó al Departamento K en Canadá. Se reunió con su líder, Jeremey Clarke, quien resultó ser un loco villano. En ese momento, Clarke estaba supervisando a Garrison Kane, que estaba entrenando con sus nuevas armas. Bridge le dio a Kane información vital para la misión de derribar a Cable. Esta misión terminaría con Kane haciendo las paces con Cable.
G.W. Bridge volvió al deber de S.H.I.E.L.D. Se reunió con Cable poco después y después de una breve pelea, los dos hicieron las paces. Durante los años siguientes, Bridge informaría a Cable y sus aliados en Fuerza-X y los X-Men sobre cualquier problema relacionado con mutantes que S.H.I.E.L.D. encontrara. Bridge advirtió a Cable sobre la Operación: Tolerancia Cero. Bridge contrató extraoficialmente a Domino para que se contactara con Danielle Moonstar, una agente de S.H.I.E.L.D. que se había infiltrado dentro de un grupo terrorista mutante. Su posición estaba amenazada por una operación de Tolerancia Cero.
Cuando los poderes mutantes de Cable comenzaron a aumentar dramáticamente, Bridge comenzó a desconfiar de Cable nuevamente y formó un nuevo Seis Pack, esta vez financiado por S.H.I.E.L.D., para investigar a Cable. Cable derrotó al Seis Pack y convenció a varios miembros para que se pusieran de su lado, pero no Bridge. Poco después, Cable fue derrotado por Silver Surfer.
Bridge y Domino reaparecieron cuando fueron contratados nuevamente como mercenarios. Aparentemente, Bridge había dejado S.H.I.E.L.D. en este punto.

### Reincorporándose en S.H.I.E.L.D.
G.W. Bridge regresó a S.H.I.E.L.D. a pedido de Jasper Sitwell, luciendo drásticamente diferente físicamente. También se ha convertido al Islam. Está contratado para derribar a Frank Castle, el Punisher. Sin embargo, G.W. no logró detenerlo, a pesar de arrinconarlo de cerca. A la luz de estos eventos, Bridge renunció al estado activo de S.H.I.E.L.D. porque creía que nunca tendrá la libertad bajo el comando de S.H.I.E.L.D. para usar la fuerza necesaria para detener a Frank Castle. Sitwell lo contrató de inmediato como un contratista independiente, sintiendo que este movimiento le daría la libertad adecuada. Recientemente, se ha visto a Bridge reclutando a Silver Sable y Domino para un grupo de trabajo contra Castle.
Death Adder y Basilisco, recientemente resucitados, retienen a la familia de Bridge como rehén para que les diga dónde pueden encontrar al Punisher. Luego, un Microchip resucitado le dispara en la cabeza y lo mata. El objetivo era que Microchip recibiera a su propio hijo de la muerte; Frank Castle recibiría a su familia. Esto en realidad parece funcionar cuando sus ataúdes se abren y lo que está adentro sale. Frank destruyó los cuerpos animados con el fuego de Firebrand, alegando que en realidad no eran los seres queridos en cuestión.
En las páginas de la miniserie "Ravencroft", G.W. Bridge aparece con vida y es visto como miembro de J.A.N.U.S.

## Poderes y habilidades
G.W. Bridge no tiene poderes sobrehumanos, pero está entrenado en el combate cuerpo a cuerpo, el uso de armas de fuego y es un estratega experto. Como miembro de alto rango de S.H.I.E.L.D., tiene contactos en todo el mundo y tiene acceso a tecnología avanzada e información clasificada.

## Otras versiones

### MC2
En la continuidad MC2, G.W. Bridge se ha convertido en el primer afroamericano Presidente de los Estados Unidos de ese universo. Mantiene una estrecha relación con la Visión como un enlace con A-Next, una futura generación de los Vengadores.

## En otros medios

### Televisión
- G.W. Bridge hace un cameo en el episodio de X-Men: The Animated Series, "Time Fugitive Pt. 1". Él, Máquina de Guerra y Nick Fury se muestran viendo una conferencia celebrada por Graydon Creed que trata sobre un virus del que los mutantes son supuestamente responsables.